# تركي الشايع (لاعب كرة قدم سعودي)
تركي الشايع لاعب كرة قدم سعودي سابق و مدرب ، ولعب في و نادي الهلال ، كما مثل المنتخب السعودي للشباب.

## مسيرة اللاعب
تدرج من براعم نادي الهلال ولعب في أندية الهلال و الفيحاء و الرياض .